# Aeropuerto de El Obeid
El Aeropuerto El Obeid (en árabe: مطار الأبيض) (IATA: EBD, ICAO: HSOB) es un aeropuerto que sirve a la localidad de El Obeid (Al-Ubayyid), la ciudad capital del estado de Kordofán del Norte en el país africano de Sudán.
El aeropuerto fue construido a una altitud de 1.927 pies (587 m) sobre el nivel medio del mar. Se ha designado una pista como 01/19 con una superficie de asfalto que mide 3.000 por 45 metros (9.843 pies x 148 pies).
Tiene vuelos regulares a la capital nacional, la ciudad de Jartum a través de la compañía Sudan Airways.